# Gut Campe

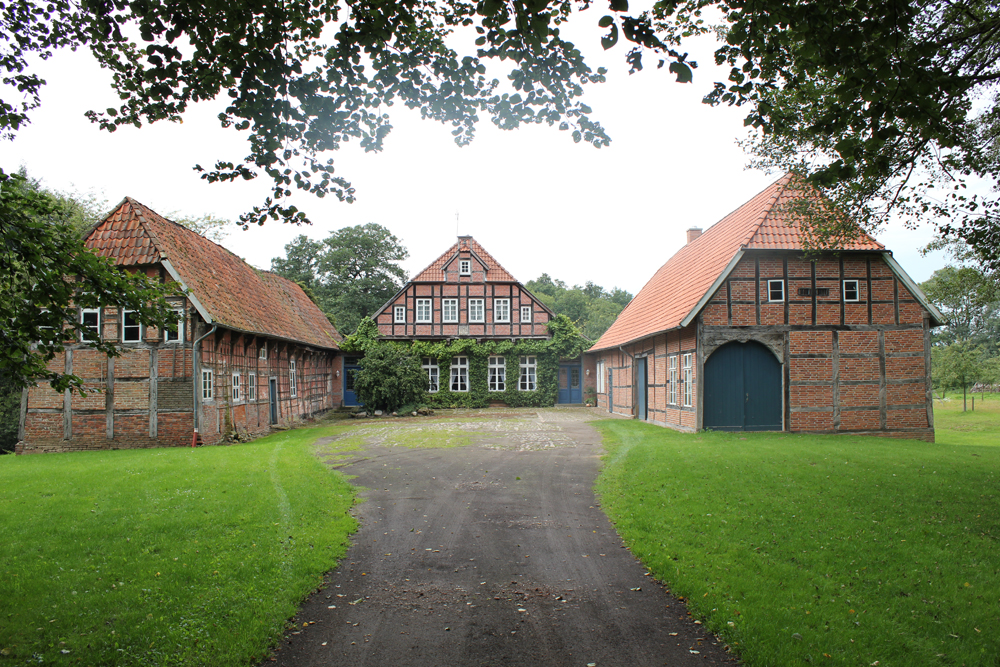
Gut Campe (2011)

Das Gut Campe ist ein Gutshof mit einem Fachwerkhaus aus dem Jahr 1350, das von Hermann von Campe, gen. Westerholt, aus dem Adelsgeschlecht derer von (dem) Campe errichtet wurde, sowie einer Wasserburg. Es liegt im Ort Steinbild in der Gemeinde Kluse zwischen Walchum und Sustrum in der Samtgemeinde Dörpen im Landkreis Emsland im westlichen Niedersachsen.

## Ursprung des adligen Gutes
Im Jahre 1386 belehnte der Bentheimer Graf Eberwin I. Hermann von Campe den Bauernbesitz südlich des Ortes Steinbild bei Dörpen am rechten Emsufer gelegenen Camper Bruch. Der Familienname wurde in „von dem Campe“ umgewandelt. 1403 erbten Hermanns Söhne Rolf und Hermann zu gleichen Teilen den Adelssitz. Hermann erhielt das große Haus auf dem Walle, die dabei gelegene Küche, das Pforthaus und die Hälfte des bei der Küche gelegenen Walles. Rolf bekam den nicht näher spezifizierten Rest; er muss seinen eigenen Rittersitz gegründet haben. Mit dem Ausdruck "Wall" in der Urkunde wurden im Mittelalter häufig Turmhügel bezeichnet. Bei dem ursprünglichen Sitz handelte es sich somit um eine Motte. Diese war von einem 1433 erwähnten Wassergraben umgeben. Zu Beginn des 20. Jahrhunderts dürfte die alte Burgstelle hinter dem Herrenhaus noch deutlich erkennbar gewesen sein.

## Campe I (Rolfscher Erbanteil)

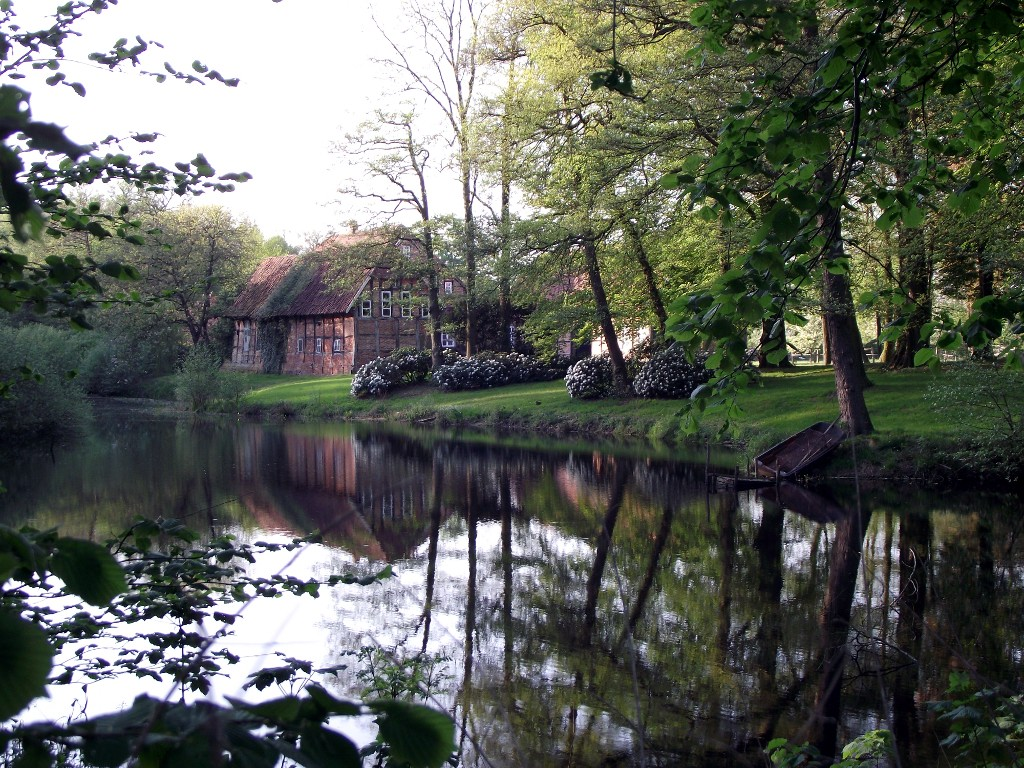
Gut Campe mit Teich

Rolf von dem Campe vererbte seinen beiden Söhnen Rolf und Hermann seinen Anteil. Dieser wurde durch die beiden wiederum geteilt. Als 1430 Rolf ohne Nachkommen starb, erhielt sein Bruder Hermann dessen Anteil. Nur drei Jahre später verschied er aus dem Leben. Seine vier Söhne Dietrich, Heinrich, Hermann und Otto erbten das Gut und teilten es unter sich auf. 1435 verkaufte Heinrich seinen Anteil an Hermann. Otto verkaufte seinen Anteil an Dietrich. Im Jahre 1461 verkaufte Dietrich seinen Anteil an Heinrich. Als er verstarb, erbte Hermann den Besitz und so war der ursprüngliche Rolfsche Erbanteil wiedervereinigt.
Hermann von dem Campe vermachte seinem Sohn Johann den adligen Besitz. Er war mit Pelleke von Heede vermählt. Ihr gemeinsamer Sohn Hermann erbte 1517 das Gut. 1521 heiratete er Else von Brawe. Kurz darauf verstarb er ohne Nachkommen. Nach Elses Ableben erbte ihr Bruder Heinrich von Brawe, ein Quakenbrücker Burgmann, Gut Campe. Heinrichs Sohn Hermann erbte den väterlichen Besitz, der inzwischen Else von Schade zu Ihorst ehelichte. Ihr Sohn Heinrich tritt die Nachfolge 1607 als Gutsbesitzer an.
Im Jahre 1611 kaufte Heinrich von Brawe den anderen, den Hermannschen Erbanteil, von Anna Elisabeth von Brae und ihrem Ehemann Philipp Ludwig von Baumbach. So wurde das gesamte adlige Gut Campe wiedervereint.

## Campe II (Hermannscher Erbanteil)
Hermann von dem Campe vererbte 1408 seinem Sohn Johann den Erbanteil. Er verkaufte das Gut an die Stadt Meppen. Diese veräußerte den Besitz an Steven von Brae, der mit Ehefrau Stine und den Kindern Roleff und Heylike auf dem Sitz Wohnung hielt. 1433 verkaufte Steven einen kleinen Teil an die benachbarten Brüder Dietrich, Heinrich, Hermann und Otto von dem Campe. Stevens Kinder starben früh und so erbte sein Neffe Friedrich von Brae, Sohn seines Bruders Wynrich, das adlige Gut. Nachfolger als Gutsbesitzer wurden erst sein Sohn Hermann und später dessen Sohn Steven, der mit Fye von Moneel aus Landegge verheiratet war. Als er 1531 starb, waren seine beiden Kinder Hans und Geseke noch minderjährig. So sprang dessen Onkel Hans von Moneel als Vormund ein. Der Bentheimer Graf Eberwin III. belehnte 1551 Hans von Moneel und wurde dadurch neuer Besitzer. Sein Sohn Steven erbte 1556 das ritterliche Gut. Da er nach seinem Ableben 1597 nur eine Tochter hinterließ, wurde Anna Elisabeth von Brae und ihr Gatte Philipp Ludwig von Baumbach neue Gutsherrschaft. Die beiden hatten kein Interesse an ihrem Besitz und verkauften 1611 an ihren Nachbarn Heinrich von Brawe. Somit wurden die beiden Campe Hälften nach 208 Jahren wieder eins.

## Das wiedervereinigte Gut Campe
Im Jahre 1614 heiratet Heinrich von Brawe die schöne Alma Margarethe von Plettenberg. Nachdem er 1622 gestorben war, wurde erst sein ältester Sohn Hermann Christian neuer Gutsbesitzer. Als er 1652 ohne Nachkommen starb, trat sein Bruder Otto Nagel von Brawe, der mit Gertrud Cornelia von Grothaus zu Mesenburg und Vehr verheiratet war, die Nachfolge an. Dessen Sohn Hermann Smerten Christian beerbte ihn. Als er 1694 starb, erlosch das Geschlecht von Brawe im Mannesstamm. Seine Schwester Alma Sybille brachte das Gut in die Ehe mit Hermann von Dincklage aus dem Hause Schulenburg mit. Nach seinem Ableben 1717 erbte Hermann Eberhard von Dincklage, der 1728 Eleonore Sophie von dem Bussche Haddenhausen ehelichte, den Adelssitz Campe. Er vergrößerte das Gut, indem er das benachbarte Gut Osterwedde einverleibte. 1755 wurde sein Sohn Hermann Wilhelm neuer Gutsbesitzer. Dadurch, dass er im münsterschen Ritterstand erhoben wurde, wurde das Gut Rittersitz Campe. Im Jahre 1806 ging nach seinem Tod Campe an seine Tochter Johanna Christine Wilhelmine über, die ihren Onkel August Eberhard von Dincklage (Bruder ihres Vaters) inzwischen geheiratet hatte. Ihr gemeinsamer Sohn Hermann Eberhard Friedrich erbte den Rittersitz 1830, der mit Julie von Stolzenburg verehelicht war. Dessen Sohn Friedrich von Dincklage-Campe wurde 1886 neuer Besitzer. 1918 vermachte er seinem Sohn Hans Ulrich testamentarisch das Rittergut, bis er selbst 1939 verschied. Sein Sohn Ulrich, der mit Johanna Grüter verheiratet war, erbte das historische Gut Campe. Bis heute ist Gut Campe im Familienbesitz.

## Aussehen des gesamten Gutes
Das dreiflüglige Herrenhaus, das aus Stein und in Fachwerkbauweise errichtet wurde, spiegelt die Einfachheit wider, das typisch für Gutshäuser im ehemaligen Emsland ist. Umgeben ist der Hof von teichartigen Gräften. Im Jahre 1888 wird die Größe des Rittersitzes auf rund 600 Hektar schriftlich niedergelegt.
Heute dürfte sich der Größe auf ca. 250 Hektar belaufen.
Das Gut Campe gehörte zum Bezirk der Burg Nienhaus.